# Movistar Open 2002
Il Movistar Open 2002 è stato un torneo di tennis giocato sulla terra rossa.
È stata la 9ª edizione del Movistar Open, che fa parte della categoria International Series nell'ambito dell'ATP Tour 2002.
Si è giocato al Centro de Tenis Las Salinas di Viña del Mar in Cile,dall'11 al 18 febbraio 2002.

## Campioni

### Singolare
Fernando González ha battuto in finale  Nicolás Lapentti con il punteggio di 6–3, 6–7 (5–7), 7–6 (7-4)

### Doppio
Gastón Etlis /  Martín Rodríguez hanno battuto in finale  Lucas Arnold Ker /  Luis Lobo con il punteggio di 6–3, 6–4